# Naji Marshall
Naji Maurice Marshall, né le 24 janvier 1998 à Atlantic City dans le New Jersey, est un joueur américain de basket-ball évoluant au poste d'ailier.

## Biographie

### Carrière universitaire
Entre 2017 et 2020, il joue pour les Musketeers de Xavier.

### Carrière professionnelle

#### Pelicans de La Nouvelle-Orléans (2020-2024)
Le 18 novembre 2020, il n'est pas sélectionné lors de la draft 2020 de la NBA.
Le 7 décembre 2020, il signe un contrat two-way en faveur des Pelicans de La Nouvelle-Orléans. Son contrat est transformé en contrat standard le 7 mai 2021.

#### Mavericks de Dallas (depuis 2024)
Agent libre à l'été 2024, il s'engage avec les Mavericks de Dallas pour un contrat de 27 millions de dollars sur trois ans.

## Statistiques

### Universitaires
| Saison    | Équipe   | Matchs | Titul. | Min./m | % Tir | % 3pts | % LF | Rbds/m. | Pass/m. | Int/m. | Ctr/m. | Pts/m. |
| --------- | -------- | ------ | ------ | ------ | ----- | ------ | ---- | ------- | ------- | ------ | ------ | ------ |
| 2017-2018 | Xavier   | 35     | 18     | 21,8   | 53,0  | 34,9   | 75,3 | 4,40    | 1,63    | 0,66   | 0,29   | 7,74   |
| 2018-2019 | Xavier   | 33     | 33     | 35,9   | 39,4  | 27,7   | 72,2 | 7,18    | 3,39    | 1,12   | 0,21   | 14,67  |
| 2019-2020 | Xavier   | 31     | 31     | 35,6   | 44,5  | 28,6   | 71,0 | 6,29    | 4,00    | 1,26   | 0,42   | 16,84  |
| Carrière  | Carrière | 99     | 82     | 30,8   | 43,9  | 28,9   | 72,5 | 5,92    | 2,96    | 1,00   | 0,30   | 12,90  |

### Professionnelles

#### Saison régulière
| Saison    | Équipe              | Matchs | Titul. | Min./m | % Tir | % 3pts | % LF | Rbds/m. | Pass/m. | Int/m. | Ctr/m. | Pts/m. |
| --------- | ------------------- | ------ | ------ | ------ | ----- | ------ | ---- | ------- | ------- | ------ | ------ | ------ |
| 2020-2021 | La Nouvelle-Orléans | 32     | 10     | 21,9   | 39,2  | 34,9   | 70,7 | 4,60    | 2,80    | 0,80   | 0,30   | 7,70   |
| 2021-2022 | La Nouvelle-Orléans | 55     | 4      | 13,4   | 40,5  | 20,0   | 79,6 | 2,60    | 1,10    | 0,60   | 0,10   | 5,70   |
| 2022-2023 | La Nouvelle-Orléans | 77     | 21     | 23,3   | 43,3  | 30,3   | 78,9 | 3,60    | 2,50    | 0,70   | 0,20   | 9,10   |
| 2023-2024 | La Nouvelle-Orléans | 66     | 1      | 19,0   | 46,3  | 38,7   | 79,1 | 3,60    | 1,90    | 0,70   | 0,20   | 7,10   |
| Carrière  | Carrière            | 230    | 36     | 19,5   | 42,9  | 31,3   | 77,6 | 3,50    | 2,00    | 0,70   | 0,20   | 7,50   |

#### Playoffs
| Saison   | Équipe              | Matchs | Titul. | Min./m | % Tir | % 3pts | % LF  | Rbds/m. | Pass/m. | Int/m. | Ctr/m. | Pts/m. |
| -------- | ------------------- | ------ | ------ | ------ | ----- | ------ | ----- | ------- | ------- | ------ | ------ | ------ |
| 2022     | La Nouvelle-Orléans | 6      | 0      | 9,3    | 70,0  | 0,0    | 100,0 | 1,00    | 0,80    | 0,20   | 0,20   | 3,00   |
| 2024     | La Nouvelle-Orléans | 4      | 0      | 21,0   | 42,9  | 40,0   | 100,0 | 2,80    | 1,30    | 0,50   | 0,50   | 9,00   |
| Carrière | Carrière            | 10     | 0      | 14,0   | 50,0  | 40,0   | 100,0 | 1,70    | 1,00    | 0,30   | 0,30   | 5,40   |

## Records sur une rencontre en NBA
Les records personnels de Naji Marshall en NBA sont les suivants, :
| Type de statistique        | Saison régulière | Saison régulière           | Saison régulière | Playoffs | Playoffs                  | Playoffs      |
| Type de statistique        | Record           | Adversaire                 | Date             | Record   | Adversaire                | Date          |
| -------------------------- | ---------------- | -------------------------- | ---------------- | -------- | ------------------------- | ------------- |
| Points                     | 38               | @ Knicks de New York       | 25 mars 2025     | 16       | Thunder d'Oklahoma City   | 29 avril 2024 |
| Paniers marqués            | 17               | @ Knicks de New York       | 25 mars 2025     | 5        | Thunder d'Oklahoma City   | 29 avril 2024 |
| Paniers tentés             | 25               | @ Knicks de New York       | 25 mars 2025     | 9        | Thunder d'Oklahoma City   | 29 avril 2024 |
| Paniers à 3 points réussis | 4                | 5 fois                     | 5 fois           | 4        | Thunder d'Oklahoma City   | 29 avril 2024 |
| Paniers à 3 points tentés  | 9                | Pacers de l'Indiana        | 26 décembre 2022 | 7        | Thunder d'Oklahoma City   | 29 avril 2024 |
| Lancers francs réussis     | 8                | 4 fois                     | 4 fois           | 4        | 2 fois                    | 2 fois        |
| Lancers francs tentés      | 10               | 4 fois                     | 4 fois           | 4        | 2 fois                    | 2 fois        |
| Rebonds offensifs          | 6                | 2 fois                     | 2 fois           | 1        | 6 fois                    | 6 fois        |
| Rebonds défensifs          | 12               | @ Warriors de Golden State | 14 mai 2021      | 3        | @ Thunder d'Oklahoma City | 21 avril 2024 |
| Rebonds totaux             | 17               | Grizzlies de Memphis       | 7 mars 2025      | 4        | @ Thunder d'Oklahoma City | 21 avril 2024 |
| Passes décisives           | 10               | 2 fois                     | 2 fois           | 4        | @ Thunder d'Oklahoma City | 21 avril 2024 |
| Interceptions              | 4                | 3 fois                     | 3 fois           | 1        | 3 fois                    | 3 fois        |
| Contres                    | 2                | 4 fois                     | 4 fois           | 1        | 3 fois                    | 3 fois        |
| Balles perdues             | 7                | 2 fois                     | 2 fois           | 1        | 5 fois                    | 5 fois        |
| Minutes jouées             | 41               | Suns de Phoenix            | 9 mars 2025      | 25       | @ Thunder d'Oklahoma City | 24 avril 2024 |

- Double-double : 9
- Triple-double : 0

Dernière mise à jour : 9 mars 2025